# Cerodontha curta
Cerodontha curta är en tvåvingeart som först beskrevs av Mitsuhiro Sasakawa 1963.  Cerodontha curta ingår i släktet Cerodontha och familjen minerarflugor. Inga underarter finns listade i Catalogue of Life.